# Gäddsjön (Västerlövsta socken, Uppland)
Gäddsjön är en sjö i Heby kommun i Uppland och ingår i Norrströms huvudavrinningsområde.